# 카시미르 효과

평행판 사이의 카시미르 힘

평행판 사이의 카시미르 힘

물리학에서 카시미르 효과(영어: Casimir effect) 또는 카시미르-폴더르 힘(영어: Casimir-Polder force)은 양자장론에서 진공의 양자론적 효과로 인하여 발생하는 힘이다. 전형적인 예는 진공에서 대전되지 않은 두 금속판이 축전기와 같이 몇 마이크로미터만큼 떨어져 있는 경우다. 아무런 외부 전자기장이 없는 경우, 고전 물리학에 따르면 두 판 사이에는 아무런 장이 없고, 따라서 두 판 사이에 아무 인력이나 척력이 존재할 수 없다. 그러나 양자장론에 따르면, 두 판 사이에는 가상 입자의 작용에 의하여 미세한 장이 존재하며, 따라서 두 판 사이에 알짜힘이 존재한다.
카시미르 힘은 판의 배열과 모양에 따라 인력이나 척력일 수 있다. 비록 카시미르 효과가 물체와 상호작용하는 가상입자의 식으로만 나오지만, 두 물체 사이의 공간의 양자장의 영점 에너지 식으로 더 잘 묘사되고 더 쉽게 계산할 수 있다. 이 힘이 측정되면 순전히 정준 양자화 때문에 눈에 두드러진 예가 된다. 그러나 이 계산에서의 경계 조건의 처리는 조금 논란이 있다. 사실 금속 판에서 "극성 분자 사이의 반데르발스 힘의 계산이 카시미르의 본래 목표“이다. 따라서 이것은 양자 장의 영점 에너지나 가상입자와 관련 없이 해석할 수 있다.

## 역사
네덜란드의 물리학자 헨드릭 카시미르와 디르크 폴더르(네덜란드어: Dirk Polder)는 필립스 사의 연구실에서 연구를 참여하던 도중 힘의 존재와 카시미르 실험으로 알려진 것을 제안하였다. 실험의 고전적인 형태는 위에 묘사한 바와 같이 이론에서의 힘의 15%의 값만을 성공적으로 설명할 수 있었다.
이런 이유는 세기가 거리가 멀어질수록 매우 급격하게 떨어져, 오직 두 물체 사이의 거리가 매우 작을 때에만 측정이 가능하기 때문이다. 1미크론 미만의 초미세 세계에서는 이 힘이 매우 강력하여 대전되지 않은 도체 사이에서 지배적인 힘이 된다. 사실 원자의 전형적 크기의 100배 정도인 10나노미터에서의 구분은 카시미르 효과가 대기압과 동일한 크기로 산출되며, 정밀한 값은 표면의 기하학적 구조와 다른 인자에 의존한다.

## 이론
카시미르 효과는 전도성 금속과 유전체의 존재가 정준 양자화가 된 전자기장의 에너지의 진공 기댓값을 대체한다는 관점에서 이해할 수 있다. 에너지 값은 도체와 유전체의 위치와 모양에 의존하기 때문에, 카시미르 효과는 앞에 이미 언급한 두 물질 사이에서 힘으로서 분명히 나타난다.
카시미르 효과의 원인은 공간에서 각각 서로 양자화 전자기장과같은 다양한 기본 장의 상태인 양자장론으로 설명된다. 간단하게 보면, 물리에서의 “장”은 마치 공간이 서로 연결된 진동하는 공과 끈으로 차있다고 생각되며, 장의 세기는 공이 있는 지점에서의 변위로 시각화할 수 있다. 장에서의 진동은 전파되며 문제 안의 특정 장을 위해 적절한 파동 방정식의 지배를 받는다. 양자장론의 정준양자화는 공과 끈의 조합이 양자화되는 것을 요구하며, 공간 안의 각 지점에서 장의 세기는 양자화된다. 가장 낮은 준위에서 공간의 각 지점의 장은 양자 조화 진동자이며, 이것의 양자화로 각 지점마다 양자 조화 진동자를 두게 된다. 장의 들뜸은 입자물리학의 기본입자와 같다. 그러나 진공일지라도 대단히 복잡한 구조가 존재하며, 양자장론의 모든 계산은 이 진공 모형과 관련이 있도록 만들어진다.
진공은 무조건적으로 입자들이 가지고 있는 모든 성질을 가진다. 이것은 스핀(빛의 경우에는 편광)과 에너지와 같은 것들이다. 평균적으로 대부분의 이런 성질들은 사라지며, 진공은 이 감지에서 통해 “비어있게” 된다. 중요한 예외는 가장 낮은 에너지인 영점에너지로 이들의 진동자는 다음 식을 따른다.
{\displaystyle E={\begin{matrix}{\frac {1}{2}}\end{matrix}}\hbar \omega }
공간 안의 모든 지점의 가능한 진동자들을 다 더하면 무한한 양을 얻는다. 이 무한함을 제거하기 위해, 에너지에서는 차이만이 물리적인 의미를 가진다고 봐야 한다. 이 주장은 재규격화 이론을 뒷받침한다. 모든 실질적 계산에서 이것은 무한을 항상 어떻게 다루어야하는지를 말한다. 그러나 더 깊은 감지에서는 재규격화는 불만족스러우며 이러한 무한의 제거는 모든 것의 이론을 찾는 데 걸림돌이 된다. 현재 무한을 어떻게 다루어야 근본적으로 0이 될 것인가에 대한 설득력 있는 설명이 없다. 0이 아닌 값은 근본적으로 우주 상수이며 어느 큰 값이든 간에 우주론에서 문제를 초래하고 있다.
카시미르의 관찰은 정준 양자화된 양자 전자기장이며, 금속이나 유전체와 같은 큰 부피의 존재는 고전 전자기장이 따르는 경계 조건을 똑같이 따라야 함을 뜻한다. 특히, 이것은 도체나 유전체의 존재 안에서 진공 에너지의 계산에 영향이 미친다.
예를 들어 마이크로 도파관이나 레이다 공동 같은 금속 공동 안의 전자기장의 진공 기댓값의 계산을 고려해보자. 이 경우, 장의 영점 에너지를 찾는 올바른 방법은 공동의 정상파의 에너지를 더하는 것이다. 각각의 모든 가능한 정상파는 에너지와 동일하며, n번째 정상파의 에너지는{\displaystyle E_{n}}이다. 이 구멍에서의 전자기장의 에너지 진공 기댓값은 밑의 식처럼 열거된 n개의 정상파들의 가능한 값들을 모두 더하여 구한다.
{\displaystyle \langle E\rangle ={\frac {1}{2}}\sum _{n}E_{n}}
이 식에서 1/2는 영점 에너지가 더해진 것과 동일한 점이다. (식 {\displaystyle E=\hbar \omega /2}에서 1/2이 나오는 것과 같다.) 이렇게 씀으로서 이 합은 명백히 발산하게 되나 이를 유한한 표현을 만드는데 이용할 수 있다.
특히, 어떻게 영점 에너지가 구멍의 모양 {\displaystyle s}에 의존하는지 의문이 들 수 있다. 각각의 에너지 준위 {\displaystyle E_{n}}은 모양에 의존하므로 {\displaystyle E_{n}(s)}과 같이 쓸 수 있으며, {\displaystyle \langle E(s)\rangle }은 진공 기댓값이다. 이 지점에서 중요한 관찰을 할 수 있다. 구멍의 벽 위의 점 p에서의 힘은 벽의 모양 s가 약간의 섭동 {\displaystyle \delta s}을 받을 때 진공 에너지 변화량과 같다.
{\displaystyle F(p)=-\left.{\frac {\delta \langle E(s)\rangle }{\delta s}}\right\vert _{p}\,}
이 값은 많은 실질적 계산에서 유한하다.
두 판 사이의 인력은 1차원 상황에서 초점을 맞추어 쉽게 이해될 수 있다. 이동 가능한 도체판이 짧은 거리 a에 위치하며 둘 중 하나를 떨어뜨린다.(거리 L만큼 떨어짐.) a<<L이면, 너비 a의 슬롯 이내에 있는 상태는 매우 강요되어 아무 모형의 에너지 E는 옆의 것과 넓게 분리 된다. 이것은 열린 집합 L의 경우가 아니라 좁은 슬롯 안에 E와 다음 모형 사이에 에너지가 고른 간격으로 분포하는 상태의 L/a에 대한 큰 수가 있는 것이다.(다시 말해 모든 것이 E보다 조금씩 크다.) 이제 a를 짧게 하여 da(<0)로 하면, 슬롯에서의 모형은 파장이 줄어들며 따라서 에너지 확률은 -da/a만큼 증가한다. 반대로 L/a 상태의의 바깥에선 길어지며 에너지는 da/L만큼 감소한다.(분모 고려.) 알짜 전하는 약한 음전하이며 이는 모든 L/a 모형의 에너지들이 슬롯의 1개 모형보다 조금 더 크기 때문이다.
카시미르 효과는 양자장론의 함수 통합의 수학적 방법을 통해 계산될 수 있으나 이 계산들은 상당히 더 추상적이기 때문에 이해하기 어렵다. 게다가 이들은 가장 간단한 기하학적 구조만 수행할 수 있다. 그러나 양자장론의 형식이 진공 기댓값의 합을 보기에 따라서는 흔히 "가상 입자"라고 불리는 것의 합으로 생각해 명백하게 만든다.
이해하는 데 있어 더 흥미로운 점은 정상파의 에너지 합은 해밀토니언의 고윳값의 합으로 형식적으로 이해할 수 있어야 한다. 이것은 반 데 발스 힘과 같이 원자나 분자적 효과를 허락하며 카시미르 효과의 주제의 변형으로 이해해야 한다. 따라서 원자와 같은 짜임새 공간에서 계의 해밀토니안을 물체의 배열 함수로 생각할 수 있다. 배열의 변화 함수로서 영점 에너지에서의 변화는 두 물체 사이에 작용하는 힘의 결과로 이해할 수 있다.
핵의 손지기 가방 모형(chiral bag model)에서는 카시미르 에너지는 핵의 질량이 백 지름에 독립적임을 보여주는 데 중요한 역할을 하고 있다. 게다가 스펙트럼 비대칭은 중입자수의 0이 아닌 진공 기댓값으로 생각할 수 있으며, 핵 주위의 파이온 장의 위상적 주회 횟수를 상쇄한다.

### 조절
카시미르 효과를 계산하기 위해서는 진공 에너지가 무한대로 발산하므로 어떤 조절자를 도입하여 유한하게 만들어야 한다. 조절자는 실제 물리계에는 등장하지 않는 항이며, 따라서 계산 후에는 이를 무한대로 보내 조절자를 제거한다.
카시미르 에너지를 계산하기 위해서는 다양한 조절자를 사용할 수 있고, 이들은 결국 동일한 물리적 결과를 예측한다. 예를 들어, 다음과 같은 조절자를 사용할 수 있다.
- 열핵 조절이나 지수 함수 조절을 사용하면, 조절자 {\displaystyle t}에 대한 진공 에너지는 다음과 같다.

{\displaystyle \langle E(t)\rangle ={\frac {1}{2}}\sum _{n}\hbar |\omega _{n}|\exp(-t|\omega _{n}|)}
이 경우 조절자가 없어지는 극한은 {\displaystyle t\to 0^{+}}이다. 이 극한에서 진공 에너지를 테일러 급수로 전개하면 다음과 같다.
{\displaystyle \langle E(t)\rangle ={\frac {C}{t^{3}}}+{\text{finite}}}
합의 무한한 부분은 구멍의 모양에 의존하지 않는 부피 상수 C와 관련이 있다. 합의 관심을 가지는 부분은 유한한 부분으로, 이것은 계의 모양에 의존한다.
- 다음의 가우스 함수 조절자는 수치적 계산에 더 적합하며 이는 이것의 뛰어난 집중성 성질이나 이론적 계산에 쓰기에는 어렵다.

{\displaystyle \langle E(t)\rangle ={\frac {1}{2}}\sum _{n}\hbar |\omega _{n}|\exp(-t^{2}|\omega _{n}|^{2})}
- 다음의 제타 함수 조절자는 수치적 계산을 하기엔 전혀 맞지 않지만, 이론적 계산을 하기엔 매우 유용하다.

{\displaystyle \langle E(s)\rangle ={\frac {1}{2}}\sum _{n}\hbar |\omega _{n}||\omega _{n}|^{-s}}
특히, 복소평면 s에서 그 체적이 {\displaystyle s=4}일 때 발산하면서 극점으로서의 발산을 보여준다. 이 합은 앞의 극점에서 해석적 접속이 되며, s=0에서 유한해진다.
모든 구멍 배열이 반드시 유한한 부분(s=0일 때 극점의 결여)이나 무한한 부분의 모양독립성을 필요로 하지 않는다. 이 경우 추가적인 물리적 사항이 고려되어 이해될 수 있어야한다. 특히, 극도로 큰 진동수에서(플라즈마 진동보다 더 큼.) 금속은 투명한 광자가 되며(예를 들어 X선), 유전체 또한 진동수 의존성을 차단한다. 이 주파수 의존성은 자연적인 조절자로 행동한다. 고체물리학의 다양한 종류의 부피 효과가 차단 진동수가 명백하게 이 표현을 유한하게 하는 것처럼 작용하는 점에서 수학적으로 카시미르 효과와 매우 비슷하다.(여기에 대한 자세한 논의는 란다우와 립시츠의 "Theory of Continuous Media" 참조.)

### 이상적인 두 평행 금속판 사이의 카시미르 효과
카시미르가 한 본래 계산에서, 그는 공간을 전도성 금속 판 쌍이 거리 a 만큼 떨어진 것으로 생각하였다. 이 경우, 정상파는 특히 계산하기 쉬우며, 이는 전기장의 수평 성분과 자기장의 수직 성분이 전도체의 표면에서 반드시 사라진다. 평행한 판이 {\displaystyle xy} 평면에 있다고 가정하면, 정상파는 다음과 같다.
{\displaystyle \psi _{n}(x,y,z;t)=e^{-i\omega _{n}t}e^{ik_{x}x+ik_{y}y}\sin \left(k_{n}z\right)}
여기서 기호는 다음과 같다.
- {\displaystyle \psi }는 전자기장의 전기적 성분이며, 간결성을 위해 분극과 자기장 성분은 여기서 무시한다.
- {\displaystyle k_{x}}와 {\displaystyle k_{y}} 판에 평행한 방향의 파동 벡터이다.
- {\displaystyle k_{n}={\frac {n\pi }{a}}}은 판에 수직한 파동 벡터이다. 여기서 n은 정수이며, ψ가 금속판에서 0이어야 하는 디리클레 경계 조건을 구현하기 위해 도입한다.

이 파동의 에너지는 다음과 같다.
{\displaystyle \omega _{n}=c{\sqrt {{k_{x}}^{2}+{k_{y}}^{2}+{\frac {n^{2}\pi ^{2}}{a^{2}}}}}}
여기서 c는 빛의 속도이다. 진공 에너지는 모든 가능한 들뜬 진동 모드의 영점 에너지의 합이다.
{\displaystyle \langle E\rangle ={\frac {\hbar }{2}}\cdot 2\int {\frac {dk_{x}dk_{y}}{(2\pi )^{2}}}\sum _{n=1}^{\infty }A\omega _{n}}
A는 금속판의 면적이며, 2가 곱해진 것은 파동이 분극 가능한 두 방향을 나타낸 것이다. 이는 명백히 무한대이며, 계산이 진행되도록 하여 조절자로 편리하게 나타낼 수 있다. 이 조절자는 위의 표현을 유한하게 만들어 마침내 제거되게 한다. 제타 함수 조절된 판의 단위 면적당 에너지는 다음과 같다.
{\displaystyle {\frac {\langle E(s)\rangle }{A}}=\hbar \int {\frac {dk_{x}dk_{y}}{(2\pi )^{2}}}\sum _{n=1}^{\infty }\omega _{n}\vert \omega _{n}\vert ^{-s}}
마침내, {\displaystyle s\to 0}이 되면 극값에 다다르게 된다. s는 복소수이며 이전에 논의되었던 모양을 혼란스럽게 하지 않는다. 이 정수 합은 s가 실수이고 3보다 크면 유한해진다. 이 합은 {\displaystyle s=3}에만 극점을 가지고, {\displaystyle s=0}으로는 해석적 연속을 통해 유한하게 정의할 수 있다. 그렇다면 위의 표현은 다음과 같이 쉽게 간단해진다.
{\displaystyle {\frac {\langle E(s)\rangle }{A}}={\frac {\hbar c^{1-s}}{4\pi ^{2}}}\sum _{n}\int _{0}^{\infty }2\pi qdq\left\vert q^{2}+{\frac {\pi ^{2}n^{2}}{a^{2}}}\right\vert ^{(1-s)/2}}
극좌표 {\displaystyle q^{2}=k_{x}^{2}+k_{y}^{2}}는 중적분이 1개의 적분식으 바꿔서 나타낸다. 앞의 q는 야코비안이며, {\displaystyle 2\pi }는 각 적분에서 나온다. 이 적분은 범위가 s의 실수부가 3보다 크면 매우 쉽게 할 수 있으며 그 식은 다음과 같다.
{\displaystyle {\frac {\langle E(s)\rangle }{A}}=-{\frac {\hbar c^{1-s}\pi ^{2-s}}{2a^{3-s}}}{\frac {1}{3-s}}\sum _{n}\vert n\vert ^{3-s}}
이 합은 0근처의 s에서 갈라지나, s=0에서의 리만 제타 함수의 해석적 연속과 동일한 큰 진동수의 들뜸의 잦아듬은 어떤 방법으로 물리적으로 의미가 통하도록 추정될 수 있으며 따라서 다음과 같이 생각할 수 있다.
{\displaystyle {\frac {\langle E\rangle }{A}}=\lim _{s\to 0}{\frac {\langle E(s)\rangle }{A}}=-{\frac {\hbar c\pi ^{2}}{6a^{3}}}\zeta (-3)}
리만 제타 함수의 값 {\displaystyle \zeta (-3)=1/120}을 대입하면 다음과 같다.
{\displaystyle {\frac {\langle E\rangle }{A}}={\frac {-\hbar c\pi ^{2}}{3\cdot 240a^{3}}}}
해석적 연속을 통해 추가적인 양을 유한하게 만들 수 있다. 어떻게든 예외적으로 위의 것을 포함하지 않은 판 사이의 슬롯 바깥쪽의 영점에너지를 설명하지만, 이것은 고립계에서 판의 움직임을 바꾼다. 이상화하기 위해 단위면적당 키시미르 힘은 {\displaystyle F_{c}/A}로 두면, 진공에서의 전도성 판은 정확히 다음과 같다.
{\displaystyle {F_{c} \over A}=-{\frac {d}{da}}{\frac {\langle E\rangle }{A}}=-{\frac {\hbar c\pi ^{2}}{240a^{4}}}}
여기서 기호는 다음과 같다.
- {\displaystyle \hbar }는 플랑크 상수 나누기 {\displaystyle 2\pi }
- {\displaystyle c}는 빛의 속도
- {\displaystyle a}는 두 판 사이의 거리

힘이 음의 부호를 가지고 있는 것으로 이 힘이 인력임을 보여준다. 두 판을 서로 더 가깝게 움직이면 에너지는 낮아진다. {\displaystyle \hbar }의 존재는 단위면적당 카시미르 힘인 {\displaystyle F_{c}/A}가 매우 작으며 본질적으로 양자역학에 기원을 두고 있음을 뜻한다.
참고: 카시미르 힘의 본질적 어원에서, 움직일 수 있는 전도성이 있는 판이 아주 가까운 거리인 adp 있고 둘중 하나를 멀리 떨어뜨리면(L만큼 떨어뜨리면) 양쪽 판의 영점 에너지 모두를 고려해야 한다. 위의 즉석해서 나온 해석적 접속 가정 대신에 수렴하지 않는 합과 적분을 규격화된 함수(예로 지수 규격화)와 오일러-매클로린 식으로 계산하여 {\displaystyle \vert \omega _{n}\vert ^{-s}}가 위의 것처럼 변칙적으로 되지 않게 한다.

### 이상적이지 않은 매체
예브게니 립시츠와 제자들은 이상화된 금속판의 카시미르의 분석을 임의의 유전체와 실제 금속판으로 일반화시켰다. 유한한 전도성으로 인한 카시미르 힘의 수정과 같은 표면 경계의 더 복잡한 문제에 이 접근법을 이용하면 경계면 재질의 표로 만든 복잡한 유전체 함수를 이용하여 절대치로 계산할 수 있다. 두 금속판에 대한 립시츠의 이론은 a의 큰 분리를 위한 카시미르의 이상화한 1/a4 힘의 법칙보다 더 큰 금속의 표피 깊이를 감소시키며, 정반대로 작은 a일 때 런던 분산력(계수는 하마커르 상수로 알려져있다.) 1/a3 힘 법칙을 감소시키며, 중간에 분리되기 위한 a의 더 복잡한 의존성은 재료의 분산력이 결정한다.
립시츠의 결과는 이방성이며 자기적 재료와 마찬가지로 나중에 임의의 평면 다층 기하학적 구조들을 일반화되나, 몇 십 년 뒤에 평면이 아닌 기하학적 구조의 카시미르 힘의 계산은 남아 약간의 이상화된 분석적 해법을 인정하는 한계가 남아있다. 예를 들어 실힘적인 구-평면 기하학적 구조의 힘은 데르야긴의 근사로 계산되며 구의 반지름 R이 틈 a보다 훨씬 클 때, 이 경우 가까운 표면은 거의 평형하며 평형판의 결과는 R/a3 힘의 근사를 얻는데 적용될 수 있다.(표피 깊이와 곡률 확률의 고차항들은 모두 무시) 그러나 200년대엔 많은 수의 저자들이 다양한 수학적 기술들을 개발하여 설명하고 있으며, 많은 경우 고전적인 컴퓨터를 이용한 전자기학에 적용되어 유한한 판의 간단한 유한한 크기의 효과에서 더 복잡한 상을 유발하는 다양한 모양의 물체나 반복되는 표면인 임의의 기하학적 구조와 재료의 카시미르 힘을 정밀하게 계산할 수 있다.

### 카시미르 척력
대부분의 경우 카시미르 효과는 두 판 사이의 인력을 예측하지만, 예외적인 경우 카시미르 척력이 발생하는 경우가 존재한다.
어떤 점에서 대전되지 않은 물체에서 카시미르 효과가 반발력이 올라오게 하는지 몇 가지 예를 제시하고 있다. 중대한 논문으로 예브게니 립시츠가 이론적으로 명백한 환경에서 (더 일반적으로 액체를 포함한) 발생할 수 있음을 보여주었다. 이것은 부양 장치 개발을 향한 카시미르 효과의 적용으로 흥미를 유발시켰다. 립시츠가 예상한 것처럼 카시미르에 기초한 반발의 실험적 설명은 먼데이와 그의 연구진이 도출해냈다. 다른 과학자들은 비슷한 부양 효과를 이루기 위한 활성 레이저 매질로 제안하고 있다.

## 실험
카시미르 효과의 최초 실험적 검증은 1958년 에인트호번 대학교의 필립스에서 마르커스 스파르나이가 했으며, 평행한 판과 함께 섬세하고 다른 실험들을 통해 카시미르 이론과 모순되지 않는 결론을 얻었으나, 큰 실험적 오류가 있었다. 몇몇 참고 자료와 마찬가지로 몇몇 실험의 세부 사항들이 어떻게 카시미르와 폴더르, 스파르나이가 이 결론에 도달했는지 2007년도 스파르나이와의 인터뷰를 통해 집중조명되었다.
1997년 로스앨러모스 국립 연구소의 스티브 K. 라모로(영어: Steve K. Laboreaux)와 캘리포니아 대학교 리버사이드의 우마르 모비딘과 아누슈리 로이가 더 정확하게 카시미르 효과를 측정하였다. 특히, 그들의 평행을 보장하는 극도로 정확한 정렬을 위해 두 평행 판을 사용하지 않고 하나의 판은 평평하며 다른 판은 큰 반지름을 가진 구의 일부분을 이용하여 실험하였다.
2001년에는 지아코모 바레시와 지아니 카루그노, 로베르토 오노프리오, 주세페 루오소로 이루어진 파도바 대학교의 실험 팀이 마침내 마이크로공진기를 이용하여 평행 판 사이의 카시미르 힘을 측정하는데 성공했다.

## 응용
현대 이론물리학에서는 카시미르 효과가 핵자의 손지기 가방 모형(영어: chiral bag model)에서 중요한 역할을 한다.
또한, 응용물리학에서 최근에 만들어진 마이크로기술과 나노기술의 측면에서 막대한 영향을 끼치고 있다. 나노기술에서 카시미르 효과의 적용이 제안되고 있다. 특히 실리콘을 통합시키는 회로 기술인 공간 장치를 위한 실리콘 배열 추진이 마이크로 및 나노전자기역학 계를 기초로 하고 있으며, 그리고 카시미르 진동자로 불리고 있다.

### 동적 카시미르 효과
카시미르 효과와 비슷한 분석이 블랙홀의 느린 복사인 호킹 복사를 설명하는데 이용된다.(비록 이것은 일반적으로 가상입자-반입자 쌍에서 입자가 탈출함으로써 나타나는 것으로, 다른 입자는 블랙홀에 빨려 들어간다.)
동적 카시미르 효과는 입자의 생성과 가속된 경계에서의 에너지에서 종종 움직이는 거울이나 운동유도복사로서 종종 언급된다.
굽은 시공간 안에서의 양자장론의 뼈대를 만드는데 있어서 동적 카시미르 효과가 가속 복사를 이해하는데 더 쉽게 한다.(예를 들어 언루 효과)
움직이는 거울은 엔트로피와 입자, 에너지, 중력과 같은 효과를 만든다. 블랙홀의 사건 지평선에서 유추하면, 가속되는 거울의 양자장 진동 변동을 증폭시킨다.
2011년 5월, 스웨덴의 예테보리의 샬머스 기술 대학에서 처음으로 동적 카시미르 효과의 실험적 확인이 이루어졌다.

### 웜홀
음의 에너지 밀도를 가진 외부 물질이 웜홀을 안정화하기 위해서 필요로 한다. 킵 손과 마이크 모리스, 울비 유르트시버는 카시미르 효과의 양자 역학이 시공간의 국소적 음의 질량의 영역을 만드는데 이용될 수 있음을 지적했으며, 웜홀을 안정화시키는데 이용된 음의 효과가 빛보다 빠르게 가는데 이용될 수 있음을 주장하였다.
물리학에서 웜홀은 가상적인 시공간의 위상수학적 특징이며, 기본적으로 시공간의 "지름길"이란 개념으로 이해된다. 웜홀의 간단한 가시적인 설명으로 2차원 표면의 시공간을 생각한다. 만약 그 공간을 3차원으로 접을 수 있으면, 이는 웜홀 "다리"를 상상하는 것을 허락하게 된다.(그러나 이것은 단지 보여주기 위한 것으로 4차원이나 그 이상의 차원으로 필수적으로 보이지 않는 구조가 존재해야함을 의미한다. 웜홀의 부분은 굽은 2차원 표면의 부분을 위해 더 높은 차원의 유사체가 될 수 있다. 예를 들어 2차원 평면에서 순환하는 구멍인 입구를 대신하여 진짜 웜홀의 입구는 3차원이 되어야 함을 뜻한다.) 이 이론에서 웜홀은 시공간에서 각각 분리된 두 지점을 끝내는 터널과 같다. 이 개념은 과학 소설에서 널리 이용되고 있다.

## 같이 보기
- 카시미르 압력
- 샤른호르스트 효과
- 반 데르 발스 힘

## 더 읽을거리

### 입문용으로 읽기
- Casimir effect description from 캘리포니아 대학교 리버사이드's version of the Usenet physics FAQ.
- A. Lambrecht, The Casimir effect: a force from nothing 보관됨 2011-12-10 - 웨이백 머신, Physics World, September 2002.
- Casimir effect on Astronomy Picture of the Day
- Physicists have 'solved' mystery of levitation 보관됨 2008-04-14 - 웨이백 머신 Telegraph interviews Prof. Ulf Leonhardt and Dr Thomas Philbin

### 논문과 책, 강의
- 헨드릭 카시미르, and 디르크 폴더르, "The Influence of Retardation on the London-van der Waals Forces" 보관됨 2011-11-23 - 웨이백 머신, Phys. Rev. 73, 360–372 (1948).
- Casimir, H. B. G. (1948). “On the attraction between two perfectly conducting plates”. 《Proc. Kon. Nederland. Akad. Wetensch.》 B51: 793.
- S. K. Lamoreaux, "Demonstration of the Casimir Force in the 0.6 to 6 µm Range", Phys. Rev. Lett. 78, 5–8 (1997)
- M. Bordag, U. Mohideen, V.M. Mostepanenko, "New Developments in the Casimir Effect", Phys. Rep. 353, 1–205 (2001), arXiv. (200+ page review paper.)
- Kimball A.Milton: "The Casimir effect", World Scientific, Singapore 2001,ISBN 981-02-4397-9
- Bressi, G.; Carugno, G.; Onofrio, R.; Ruoso, G. (2002). “Measurement of the Casimir Force between Parallel Metallic Surfaces”. 《Physical Review Letters》 88 (4): 041804. arXiv:quant-ph/0203002. Bibcode:2002PhRvL..88d1804B. doi:10.1103/PhysRevLett.88.041804. PMID 11801108.
- Kenneth, O.; Klich, I.; Mann, A.; Revzen, M. (2002). “Repulsive Casimir Forces”. 《Physical Review Letters》 89 (3): 033001. arXiv:quant-ph/0202114. Bibcode:2002PhRvL..89c3001K. doi:10.1103/PhysRevLett.89.033001.
- J. D. Barrow, "Much ado about nothing 보관됨 2007-09-30 - 웨이백 머신", (2005) Lecture at 그레셤 칼리지. (Includes discussion of French naval analogy.)
- 바로우, 존 (2000). 《The book of nothing: vacuums, voids, and the latest ideas about the origins of the universe》 1 American판. New York: Pantheon Books. ISBN 0-09-928845-1. (Also includes discussion of French naval analogy.)
- 조나단 다울링, "The Mathematics of the Casimir Effect", 매스매틱스 매거진 62, 324–331 (1989).

### 온도 의존
- Measurements Recast Usual View of Elusive Force 보관됨 2007-02-10 - 웨이백 머신 from NIST
- V.V. Nesterenko, G. Lambiase, G. Scarpetta, Calculation of the Casimir energy at zero and finite temperature: some recent results, arXiv:hep-th/0503100 v2 13 May 2005